# Tartagal (Santa Fe)
Tartagal es una localidad argentina del departamento Vera, en la provincia de Santa Fe. Dista 386 km al norte de la capital de la provincia.
El nombre de esta localidad se debe a la abundancia de plantas de tártago que había en la región en tiempos de la colonización, lo que motivó a sus pobladores a modificar su primera denominación, Paraje 22 (por los kilómetros hasta Intiyaco) punto donde nacía el ramal ferroviario,por la definitiva de Tartagal.

## Santo Patrono
Sagrado Corazón de Jesús; festividad móvil

## Historia
- 1902, según la oralidad histórica, probable fundación. Sus primeros habitantes fueron "braceros" temporarios, tendiendo el FF.CC. Santa Fe, a las proximidades del Arroyo El Rey. La empresa inglesa era la "Argentine Quebracho Company". Se llamó "Paraje 22", por los kilómetros hasta Intiyaco, punto donde nacía el ramal ferroviario. Luego se lo nombró Tartagal, por las plantaciones naturales de tártago.
- 1904, se construye la fábrica de tanino, y la explotación intensiva del quebracho colorado, con destino a la fábrica. Las tierras estaban divididas en dos:
  - una pertenecía a la firma Hartenek, que para entonces ya había establecido dos fábricas en Calchaquí y Santa Felicia,
  - el otro al Banco Territorial. Luego lo compra la Argentine Quebracho Company

Entre 1902 y 1903, llegaron los primeros vecinos, quienes instalaron sus casas cerca de una parada de un ramal ferroviario que llegaba desde Intiyaco y seguía hacia Villa Guillermina.
- 1905, trazado del pueblo.
- 1918, la compañía pasa a capitales ingleses como parte de la compensación forzosa por los daños durante la guerra de 1914-1918. Así se crea la Forestal Argentina Ltda. La industria taninera hizo surgir esta población, que comenzó a instalarse dentro del espacio preparado para ello cercado con alambres tejidos y de púas, en prevención de ataque de fieras y de indígenas. Primeros habitantes: norteamericanos, italianos y alemanes (obreros y técnicos especializados).
- 1914, apertura de calles, construcción de edificios: almacén, administración, hoteles, farmacias, casas de visitas, de solteros para los empleados, escuela, club social, comisaría, correo, viviendas para empleados de alta jerarquía de la empresa (se conservan, y son de incalculable valor económico e histórico)

El 5 de enero de 1925, fueron aprobados los planos del pueblo. Hasta julio de 1939, Tartagal formó parte del distrito Golondrina, fecha en la que obtuvo su propia Comuna.
- 1927, se termina la traza urbana y sección quintas con 93 manzanas, con plazas y campos de deporte, cementerios, iglesias católicas y oficinas públicas, etc. Todo realizado sin ningún contacto con la Oficina de Catastro Provincial, órgano ficticio de control de policía. Se generaba una apariencia de progreso; en las festividades patrias, en los edificios de la Forestal Argentina Ltda., fábrica, hospitales, club social, se enarbolaba la bandera argentina a derecha y la bandera inglesa a izquierda.

Al igual que otros pueblos aledaños, la historia de Tartagal esta vinculada a las empresas de capitales europeos que entre 1904 y 1908 se instalaron en la zona para la explotación intensiva del quebracho colorado y la construcción una fábrica de tanino perteneciente a la empresa alemana Quebracho Argentina. Años más tarde, Tartagal vivió épocas de gran dinamismo gracias al funcionamiento de una fábrica de La Forestal.
La estación de ferrocarril en tanto, recibió el nombre de El Tajamar, luego la clausura del servicio ferroviario y el cierre de la fábrica de tanino en 1950, produjo el éxodo de gran cantidad de habitantes.
Hoy en día este pequeño pueblo cuenta con escuela primaria y secundaria y desde 2010 el pueblo tiene conexión con la ciudad de Reconquista por camino asfaltado.

## Bandera
La Bandera de Tartagal fue creada por Agustina Villa en el año 2016, una estudiante del pueblo que resultó ganadora del proyecto "Bandera para Mi Pueblo", realizado por el área Cultura, Educación y Deporte, el mismo fue una iniciativa del presidente de comuna Ramón Ledesma.
La bandera fue izada por primera vez el 20 de junio de 2017 por su creadora en el monumento que se encuentra en la entrada de la localidad.

## Población
Cuenta con 1,847 habitantes (Indec, 2022), lo que representa un descenso frente a los 1,961 habitantes (Indec, 2010) del censo anterior.
| Gráfica de evolución demográfica de Tartagal entre 1991 y 2022 |
|                                                                |
| Fuente: Censos nacionales del INDEC                            |

## Localidades y Parajes
- Tartagal o El Tajamar
- Parajes 
  - Arroyo del Rey
  - Campo María Rosa
  - Colonia San Manuel
  - km 348
  - km 41
  - Potrero Silva